# Слово пацана (песня)
«Слово пацана» — песня Макса Коржа в жанрах поп-панк и ска-панк, выпущенная 11 марта 2016 года. Как отмечало интернет-издание Rap.ru, треки «Слово пацана», «Жги, сын!» и «Ноябрь» должны были стать завершающей частью сиквела вышедшего в 2014 году альбома «Домашний». На сайте лейбла Respect Production указывалось, что песни станут «завершающей частью альбома „Домашний — 2“», в которой Корж «решил показать свою „не домашнюю“ сторону».
31 мая 2016 года на песню «Слово пацана» был выпущен клип, режиссёрами которого стали сам Макс Корж и Митрий Семенов-Алейников. В качестве оператора выступил Виктор Оскирко, роли героев клипа исполнили Александр Бойко, Игорь Морковин, Рита Сурковская, Алина Голубева и Лина Щурова. В создании клипа, в частности, принял участие блогер и переводчик Дмитрий Пучков, более известный как Гоблин; он озвучил реплики героев, разговаривающих на белорусском языке.
Издание The Flow охарактеризовало «Слово пацана» как «бодрый поп-панк с трубой» и «песню о мужской дружбе», а «Афиша Daily» — как «сексистский ска-панк о мужской дружбе». «„Слово пацана“ Макса Коржа оказался стилизованной под 90-е криминальной историей в духе классических фильмов того же Гая Ричи. Антураж выдержан прекрасно, только вместо лондонских реалий — компьютерные клубы, спортивные костюмы, соответствующее машины и локации», — отмечал портал Rap.ru, также подчеркнув, что видео выполнено скорее в формате короткометражного фильма, нежели клипа. Клип «Слово пацана» также вошёл в составленный Rap.ru рейтинг лучших русскоязычных рэп-клипов 2016 года, в котором занял 16 место.
«Для артиста 2016 год стал еще и большим прорывом в визуальном плане. Благодарить, конечно же, стоит клип на вышедший отдельно сингл „Слово пацана“, после которого Макс фактически присвоил себе тренд на ретро-олимпийки», — отмечал журналист The Flow Андрей Недашковский.